# 1996 YO1
1996 YO1 är en asteroid i huvudbältet som upptäcktes den 18 december 1996 av Beijing Schmidt CCD Asteroid Program vid Xinglong-observatoriet.
Asteroiden har en diameter på ungefär 6 kilometer och den tillhör asteroidgruppen Nysa.